# Galina Fłakserman

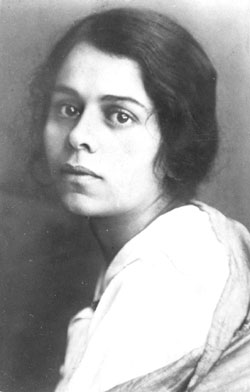
Galina Flakserman, circa 1907

Galina Konstantinowna (Lija Abramowna) Fłakserman (ros. Галина Константиновна (Лия Абрамовна) Флаксерман, ur. 1888 w Rostowie, zm. 1958 w Moskwie) – radziecka działaczka partyjna i dziennikarka.

## Życiorys
W 1905 wstąpiła do SDPRR, 1906 została aresztowana i zwolniona, 1907 była słuchaczką wyższych żeńskich kursów i wolną słuchaczką Uniwersytetu Moskiewskiego. W 1907 została ponownie aresztowana i zwolniona, 1908 aresztowana i 1910 skazana na zesłanie na 3 lata do guberni wołogodzkiej, 1913 zwolniona. 
10/24 października 1917 r. Fłakserman wspólnie z Jakowem Swierdłowem zorganizowała spotkanie czołowych działaczy partii bolszewickiej w mieszkaniu Nikołaja Suchanowa na Wyspie Piotrogrodzkiej, podczas którego zapadła decyzja o zorganizowaniu zbrojnego przewrotu i przejęciu władzy w Rosji tą drogą. 
W 1918 kierowała Wydziałem Propagandowo-Wydawniczym Ludowego Komisariatu Pracy RFSRR, od czerwca 1919 do października 1921 kierowała Zarządem Spraw KC RKP(b), 1921 była członkiem i kierownikiem redakcji pisma popularnonaukowego, 1921-1925 pracowała w głównej redakcji Wydawnictwa Państwowego. W latach 1925–1928 pracowała w Przedstawicielstwach Handlowych ZSRR w Niemczech i Włoszech, 1928-1930 była sekretarzem Dyrekcji Instytutu W. Lenina przy KC WKP(b), 1931 kierownikiem kontroli wykonania Kinocentrum, a 1932-1936 kierownikiem sektora Zjednoczonego Wydawnictwa Naukowo-Technicznego. W 1934 otrzymała osobistą emeryturę, 1934-1936 kierowała redakcją pisma "Nauka i żyzń", 1936-1938 pracowała w Komisji ds. Wydawania Literatury Popularnonaukowej Akademii Nauk ZSRR, 1938 kierowała redakcją pisma "Czto czitat?". W 1938 została pozbawiona osobistej emerytury, 1939-1951 pracowała w Państwowej Redakcji Wydania Dzieł Wszystkich Twórczości W. Majakowskiego, 1956 przywrócono jej prawa do osobistej emerytury.